# Roland Buti
Pour les articles homonymes, voir Buti (homonymie).
Roland Buti, nom de plume de Roland Butikofer, né le 25 janvier 1964 à Lausanne, est un écrivain et historien suisse.

## Biographie

### Origines et famille
Roland Butikofer naît le 25 janvier 1964 à Lausanne, dans le canton de Vaud. Ses parents sont agriculteurs.
Il est marié et père de deux enfants.

### Études et parcours professionnel
Il fait des études de lettres et d'histoire à l'Université de Lausanne. Il est professeur d'histoire dans un gymnase.

### Parcours littéraire
En 1990, l'écrivain publie Les Âmes lestées, un premier recueil de nouvelles aux éditions Zoé à Carouge-Genève.
En 1996, l'historien publie sa thèse de doctorat Le refus de la modernité, la Ligue vaudoise, une extrême droite et la Suisse (1919-1945) dans la collection Payot Histoire à Lausanne.
En 2005, son premier roman Un Nuage sur l'œil remporte le prix Bibliomedia et est sélectionné pour la 12e édition du prix des Lettres frontière.
En 2007, Luce et Célie, est l'histoire d'une amitié.
En 2013, Le Milieu de l’horizon, gagne le prix de la 7e édition du prix des lectrices edelweiss (en). Selon la rédactrice en chef d'edelweiss, « Buti prend son temps : cinq livres en vingt ans ». Il est interviewé par Alain Veinstein sur France Culture Du jour au lendemain. Après une première présélection, le roman reste dans la deuxième phase de sélection de romans français du prix Médicis. En 2014, Roland Buti obtient le prix suisse de littérature pour son roman Le Milieu de l’horizon. Le livre reçoit le prix de la 6e édition du roman des Romands et le prix du public de la Radio télévision suisse (RTS). Un film éponyme adapté à partir du roman, Le Milieu de l'horizon, dirigé par Delphine Lehericey, avec Thibaud Evrard, Patrick Descamps, Clémence Poésy et Laetitia Casta, est sorti en 2019.

### Œuvres
- 1990 : Les Âmes lestées
- 2004 : Un Nuage sur l'œil
- 2007 : Luce et Célie
- 2011 : L'Amour émietté
- 2013 : Le Milieu de l'horizon
- 2019 : Grand National
- 2025 : Les Petites Musiques[1],[18]

## Distinctions

### Récompenses
- 2005 : prix Bibliomedia[4] suisse pour Un Nuage sur l'œil
- 2013 : prix de la 7e édition du prix des lectrices edelweiss[10] pour Le Milieu de l'horizon
- 2014 : prix suisse de littérature[14] pour Le Milieu de l'horizon
- 2014 : prix du public[17] de la RTS pour Le Milieu de l'horizon
- 2015 : prix de la 6e édition du Prix du roman des Romands [16] pour Le Milieu de l'horizon[19]
- 2020: prix Lettres frontières pour Grand National.

### Nominations
- 2005 : sélection pour la 12e édition du prix des Lettres frontière[5] pour Un Nuage sur l'œil
- 2013 : deuxième phase de sélection de romans français du prix Médicis[12] pour Le Milieu de l'horizon

## Radio
- 2013 : Du jour au lendemain[11] par Alain Veinstein sur France Culture